# Манфорд (Тенеси)
Манфорд (енгл. Munford) град је у америчкој савезној држави Тенеси.

## Демографија
По попису из 2010. године број становника је 5.927, што је 1.219 (25,9%) становника више него 2000. године.
| Група             | 2000.         | 2010.         |
| Белци             | 4.235 (90,0%) | 5.109 (86,2%) |
| Афроамериканци    | 273 (5,8%)    | 428 (7,2%)    |
| Азијати           | 39 (0,8%)     | 87 (1,5%)     |
| Хиспаноамериканци | 71 (1,5%)     | 175 (3,0%)    |
| Укупно            | 4.708         | 5.927         |